# Sự cố Will Smith tát vào mặt Chris Rock
Tại lễ trao giải Oscar lần thứ 94 vào ngày 27 tháng 3 năm 2022, nam diễn viên Will Smith đã bước lên sân khấu và tát vào mặt diễn viên hài Chris Rock trong khi anh đang công bố giải Oscar cho phim tài liệu hay nhất. Cái tát của Smith có thể được hiểu là do Rock đã ám chỉ về chứng rụng tóc của Jada Pinkett Smith trong câu bông đùa của mình. Jada được biết là đã phải cạo trọc đầu từ năm 2021 vì chứng rụng tóc. Sau khi trở lại chỗ ngồi của mình, Smith bắt đầu văng tục trước mặt Rock. Rock trả lời ngắn gọn trước những lời văng tục của Smith, và hoàn thành nốt việc công bố giải Oscar cho phim tài liệu hay nhất.
Smith sau đó đã giành được giải Oscar cho nam diễn viên chính xuất sắc nhất vào tối ngày hôm đó. Ngoài trừ Rock, Smith gửi lời xin lỗi tới Viện Hàn lâm cũng như những người được đề cử khác trong bài phát biểu nhận giải của mình. Ngày hôm sau, anh gửi lời xin lỗi tới Rock và Viện Hàn lâm thông qua các trang mạng xã hội. Smith đã rời khỏi Viện Hàn lâm vào ngày 1 tháng 4, và bị cấm tham dự các sự kiện của Viện Hàn lâm trong thời gian 10 năm, có hiệu lực từ ngày 8 tháng 4, bao gồm cả giải Oscar.
Tại Hoa Kỳ, chương trình truyền hình trực tiếp của buổi lễ đã tắt tiếng phần sự cố do luật kiểm duyệt của liên bang. Tuy nhiên video về sự cố này đã kịp lan truyền trên mạng xã hội và trở thành một trong những video trực tuyến được xem nhiều nhất trong 24 giờ đầu tiên. Vụ việc đã làm lu mờ phần còn lại của buổi lễ, gây ra sự phẫn nộ cho người xem và được tranh luận rộng rãi trên mạng xã hội.

## Bối cảnh
Jada Pinkett là một nữ diễn viên người Mỹ. Cô bắt đầu trở nên nổi tiếng từ năm 1991 sau vai diễn của cô trong chương trình truyền hình A Different World. Năm 1994, cô lần đầu gặp Will Smith tại chính nơi anh quay phim cho chương trình của mình, The Fresh Prince of Bel-Air. Cả hai sau đó cưới nhau vào năm 1997, và Jada đổi tên của mình thành Jada Pinkett Smith.
Pinkett Smith và danh hài Chris Rock đã có nhiều lần được trò chuyện và làm việc cùng nhau. Cả hai từng làm việc với nhau trong loạt phim Madagascar. Năm 1997, trong một cuộc phỏng vấn của The Chris Rock Show, Rock đã bình luận về sự tham gia của Pinkett Smith tại Million Woman March, một cuộc diễu hành biểu tình cùng năm.
Rock trước đó đã tổ chức giải Oscar hai lần, bao gồm cả năm 2016, năm mà giải Oscar thiếu người Mỹ gốc Phi được đề cử. Rock nói đùa trong đoạn độc thoại của anh: “Jada tẩy chay giải Oscar giống như tôi tẩy chay quần lót của Rihanna. Tôi không được mời."
Năm 2018, trong chương trình trò chuyện Red Table Talk, Pinkett Smith tiết lộ rằng cô đang gặp vấn đề về chứng rụng tóc, có thể là do cô đang quá áp lực. Pinkett Smith bị chẩn đoán mắc bệnh alopecia areata, dẫn đến việc cô cắt bỏ hoàn toàn mát tóc vào tháng 7/2021.
Ngày 8 tháng 2 năm 2022, Will Smith được đề cử một giải Oscar cho vai diễn của anh trong phim King Richard. Viện Hàn Lâm sau đó thông báo Chris Rock sẽ là người dẫn chính trong lễ trao giải Oscar lần thú 94.